# ViLT
ViLT (tiếng Nhật: 実用ベトナム語技能検定試験) là kỳ thi năng lực tiếng Việt do Hiệp hội Phổ biến và Giao lưu Ngôn ngữ Đông Nam Á Nhật Bản J-TAG (tiếng Nhật: 日本東南アジア言語普及交流協会) tổ chức.

## Đối tượng
Kỳ thi được tổ chức cho người có tiếng mẹ đẻ không phải là tiếng Việt.
Kỳ thi được tổ chức lần đầu tiên năm 2017 có 181 người tham gia. Kỳ thi được tổ chức hàng năm nhưng 2020 bị hoãn do dịch Covid. Năm 2023, có 789 thí sinh đến từ 35 địa phương tham dự.

## Hình thức thi
Kỳ thi ViLT gồm 7 cấp độ, thấp đến cao là cấp Dưới 6 (準6級), cấp 6 đến cấp 1 (6-1級)
| Cấp 級       | Trình độ レベル | Tiêu chí đánh giá và nội dung kiểm tra 評価基準と査定内容 | Thời gian học 学習時間 | Lượng từ vựng 単語 | Thời gian bài thi 試験時間 | Điểm đậu 総合点          |
| ------------ | --- | --- | ---------------------- | ------------------ | -------------------------- | ------------------------ |
| Dưới 6 準6級 | Nhận biết bảng chữ cái, thanh điệu Hiểu được các cụm từ và câu đơn giản                                                                                | Đọc: Có thể hiểu được bảng chữ cái và các thanh điệu, hiểu được các từ ngữ quên thuộc và câu đơn giản về cuộc sống hàng ngày Nghe: Có thể nghe hiểu bảng chữ cái, các thanh điệu, các từ ngữ quen thuộc trong đời sống hàng ngày. Có thể nhận biết ngày tháng trong tuần và các con số quen thuộc. Có thể hiểu và chào hỏi qua lại trong đời sống hàng ngày. | 40h                    | 500 từ             | 50 phút                    | 65% tổng điểm (120 điểm) |
| Cấp 6 6級    | Có thể hiểu và sử dụng các cách diễn đạt quên thuộc và cụm từ cơ bản hàng ngày                                                                         | Đọc: Có thể hiểu các đoạn văn ngắn, các câu chuyện đơn giản có hình và minh họa. Có thể hiểu các câu và đơn giá đơn giản liên quan đến các vấn đề đời sống hàng ngày. Đọc: Có thể nghe hiểu các từ ngữ quen thuộc, các cách diễn đạt cơ bản nói chậm trong các tình huống quen thuộc hàng ngày. Có thể nghe hiểu giới thiệu bản thân đơn giản và hiểu các câu, lời yêu cầu đơn giản. | 60h                    | 1000 từ            | 65 phút                    | 65% tổng điểm (200 điểm) |
| Cấp 5 5級    | Có thể hiểu các câu và cách diễn đạt thường dùng thuộc lĩnh vực liên quan trực tiếp chẳng hạn thông tin cá nhân và gia đình, mua sắm và làm việc.      | Đọc: Có thể hiểu các thông tin cần thiết khí gặp các đoạn văn, quảng cáo, tờ rơi, thực đơn, vé, bảng kế hoạch ngắn, đơn giản. Có thể hiểu các câu đơn giản thuộc các chủ đề quan tâm, các câu thuộc chủ đề quen thuộc trong đời sống hàng ngày, các câu chuyện ngắn và đơn giản. Nghe: Có thể nghe hiểu các cách diễn đạt cơ bản liên quan đến cá nhân và gia đình cũng như các câu và cách diễn đạt liên quan trực tiếp đến bản thân như mua sắm và công việc. Có thể nghe hiểu các câu đơn giản thuộc chủ đề quan tâm, các câu về đời sống hàng ngày, phương hướng... nếu nói chậm. | 120h                   | 2000 từ            | 75 phút                    | 65% tổng điểm (200 điểm) |
| Cấp 4 4級    | Có thể hiểu các điểm chính trong giao tiếp tiêu chuẩn về các chủ đề quen thuộc thường gặp trong đời sống hàng ngày, công việc, trường học, giải trí... | Đọc: Có thể hiểu các đoạn văn viết bằng ngôn ngữ phổ thông hàng ngày và ngôn ngữ liên quan đến công việc của chính người dự thi. Có thể hiểu tương tác cá nhân khi diễn đạt sự việc, cảm xúc, suy nghĩ. Nghe: Có thể hiểu các điểm chính trong các bài nói rõ ràng, tiêu chuẩn về các chủ đề thường gặp trong đời sống, trường học, giải trí.... Có thể hiểu các sự việc hiện tại, các chủ đề cá nhân và nghề nghiệm ở các bài nói tương đối chậm và rõ ràng. | 200h                   | 3500 từ            | 85 phút                    | 70% tổng điểm (200 điểm) |
| Cấp 3 3級    | Có thể hiểu các nội dung chính trong các đoạn văn phức tạp cả cụ thể lẫn trừu tượng, bao gòm cả các thảo luận liên quan đến lĩnh vực của người dự thi. | Đọc: Có thể đọc các bài báo và báo cáo về các vấn đề hiện đại phản ánh quan điểm thái độ của tác giả. Có thể đọc hiểu các bài báo, tư liệu, tài liệu đơn giản. Có thể hiểu ý chính của các đoạn văn khó bắt gặp trong đời sống hàng ngàu nếu được cung cấp các cụm từ. Nghe: Có thể hiểu các đoạn hội thoại và bài giảng dài. Có thể hiểu nội dung phức tạo thuộc các chủ đề quen thuộc ở khía cạnh nhất định. Có thể nghe các hội thoại ở tốc độ nói tự nhiên, hiểu các hội thoại đặc thù bao gồm liên hệ giữa các đối tượng.                                                        | 300h                   | 5500 từ            | 95 phút                    | 70% tổng điểm (200 điểm) |
| Cấp 2 2級    | Có thể hiểu các đoạn văn dài và tất các các nội dung cao cấp và cả các ẩn ý                                                                            | Đọc: Có thể hiểu các đoạn văn thực tế có nhận biết được các thể loại khác nhau cũng như các bài viết chuyên sâu, các mô tả kỹ thuật dài ngoài lĩnh vực của người dự thi. Nghe: Có thể hiểu các bài nói với kết cấu không rõ, ẩn ý liên quan phức tạp, có thể hiểu nội dung chương trình ti vi, phim một cách tự nhiên. | 450h                   | 7500 từ            | 100 phút                   | 75% tổng điểm (200 điểm) |
| Cấp 1 1級    | Có thể hiểu và sử dụng tiếng Việt cao cấp yêu cầu trong các phạm vi hoàn cảnh rộng như ở chỗ làm và đời sống xã hội.                                   | Đọc: Có thể hiểu các cấu trúc và nội dung trên báo chí thuộc phạm vi chủ đề rộng rãi, logic phức tạp và trừu tượng cao. Có thể đọc hiểu các tài liệu thuộc nhiều chủ đề, nắm được cốt chuyện và các chi tiết. Nghe: Có thể nghe được chi tiết nội dung, liên quan giữa các nhân vật, kết cấu logic, hiểu được các ý trong các hội thoại, bản tin, bài giảng trôi chảy ở tốc độ gần với tốc độ gần với tốc độ tự nhiên trong phạm vi tình huống rộng rãi. | 600h                   | 10000 từ           | 115 phút                   | 75% tổng điểm (200 điểm) |